# Ekaterina Khilko
Ekaterina Khilko (n. 25 martie 1982, Toshkent, Republica Sovietică Socialistă Uzbecă, URSS) este o sportivă ce a reprezentat Uzbekistan, medaliată olimpică. A participat la 5 ediții ale Jocurilor Olimpice (2000, 2004, 2008, 2012, 2016) în care a câștigat o medalie de bronz.